# 이우진 (교수)
이우진은 고려대학교 건축사회환경공학부 교수이며 한국 지반공학분야의 궈위자다. 고려대학교에서 학사(토목공학)와 석사(지반공학)를 마치고 미국 Purdue University에서 박사과정을 밟았다. 1993년 귀국하여 삼성건설 기술연구소에서 근무하였고, 1994년 공주대학교 토목공학과에 부임하였고, 1996년 고려대학교 건축사회환경공학부 교수로 재직하였다.